# لوكاس ريبامار
لوكاس ريبامار (بالبرتغالية: Lucas Ribamar) (مواليد 21 مايو 1997) هو لاعب كرة قدم برازيلي يلعب كمهاجم يلعب حالياً في نادي فاسكو دا غاما.
لعب سابقاً في نادي بوتافوغو ونادي ميونخ 1860 وأتلتيكو باراناينسي نادي بيراميدز ووقع مع نادي أحد في عام 2018 و في مطلع عام 2019 وقع مع نادي فاسكو دا غاما .

## روابط خارجية
- لوكاس ريبامار على موقع قاعدة بيانات كرة القدم.إي يو (الإنجليزية)
- لوكاس ريبامار على موقع Soccerway.com (الإنجليزية)
- لوكاس ريبامار على موقع عالم كرة القدم.نت (الإنجليزية)